# Турист (мотороллер)
Турист — мотороллер Тульского машиностроительного завода (СССР). Начал производиться в 1968 году. Наследник более ранней модели «Тула». Мотороллеры этой серии имели светло-зелёный цвет и, по сравнению с ранними моделями, имели совершенно другой внешний облик.
На мотороллере инструментальный ящик располагался в кожухе переднего колеса («Турист) или под сиденьем («Турист-М»), аккумулятор — между ногами водителя, ручка воздушного корректора рядом с рукояткой переднего тормоза. «Мягкая» подвеска, два упора для стоянки — боковой и центральный. Устройство двигателя такое же, как и у более ранних моделей, но мощность двигателя стала выше. Переключение передач отлично от мотоцикла, где нейтраль была между первой и второй передачами. В «Туристе» нейтраль — перед первой передачей. В целом мотороллер «Турист», как и «Тулица», получились очень даже неплохими.
Производилось две модели мотороллера: «Турист» с 1968 по 1971 год и «Турист-М» с 1971 по 1979 год.
Отличие «Туриста» от «Туриста-М»:
- наличием бардачка в переднем крыле;
- бензобак закреплён к раме, а на «Туристе-М» крепится хомутами к капоту;
- звуковой сигнал на «Туристе» был расположен над передним колесом, в дождь сигнал заливало;
- у «Туриста-М» больше мощность двигателя (12 л. с.) и выше максимальная скорость (90 км/час).

## Технические характеристики
- Объем двигателя: 199 см³.
- Мощность: 11 л. с.
- Коробка передач: 4-ступенчатая с ножным переключением.
- Охлаждение: воздушное принудительно от вентилятора, нагнетаемое воздушной крыльчаткой.
- Расход горючего: 3,2 литра бензина А-76 по трассе, 3,5 литра в городском цикле.
- Топливо: смесь бензина с маслом.
- Допускается работа на А-72 и А-80.
- Объём топливного бака: 12 литров.
- Максимальная скорость: 85 км/час.
- Сухой вес: 145 кг.